# Escua
Escua is een geslacht van vlinders van de familie spinneruilen (Erebidae), uit de onderfamilie Calpinae.

## Soorten
- E. barzillai Schaus, 1911
- E. bilinea Schaus, 1911
- E. extollens Walker, 1858